# Erwan Kerzanet
Erwan Kerzanet ist ein französischer Toningenieur.

## Karriere
Kerzanet machte 1997 einen Abschluss in Tontechnik an der École Louis-Lumière und studierte Kunstgeschichte an der Universität Paris-Nanterre. Noch während seines Studiums war er an dem Film Le géographe manuel beteiligt. Es folgten über 100 Produktionen, bei denen er meist als Tonmeister oder als Sound Mixer tätig war. Bereits 2013 wurde er für einen César für Holy Motors nominiert und konnte den Preis schließlich 2022 für Annette von Leos Carax gewinnen. Zuletzt arbeitete er 2024 an Emilia Pérez von Regisseur Jacques Audiard. Hierfür wurde er bei der Oscarverleihung 2025 zusammen mit Aymeric Devoldère, Maxence Dussère, Cyril Holtz und Niels Barletta in der Kategorie Bester Ton nominiert.

## Filmografie (Auswahl)
- 1996: Le géographe manuel
- 2001: Un siècle d'écrivains (Fernsehserie, 2 Folgen)
- 2004: Poids léger
- 2005: Nocturnes pour le roi de Rome
- 2007: En marge des jours (Fernsehfilm)
- 2007: Cycles
- 2008: Später wirst du es verstehen
- 2008: Tokio!
- 2009: Die Schachspielerin
- 2009: L’insurgée
- 2009: Paris-Shanghai, a Fantasy (Kurzfilm)
- 2010: Rebecca H.
- 2010: Notre jour viendra
- 2010: Flaschenpost vor Gaza
- 2011: Low Life
- 2012: Holy Motors
- 2012: Punk (Fernsehfilm)
- 2012: 75 canaris (Kurzfilm)
- 2013: The Return (Kurzfilm)
- 2014: De guerre lasse
- 2014: Gradiva (Kurzfilm)
- 2014: 1001 Gramm
- 2015: À 14 ans
- 2015: Taj Mahal
- 2015: La fille du patron
- 2015: Once and Forever (Kurzfilm)
- 2015: Cinéma, de notre temps (Fernsehserie, 2 Folgen)
- 2016: Daguerreotype
- 2016: Anywhen in a Time Colored Space (Kurzfilm)
- 2017: Die Frau mit Vergangenheit (Fernsehfilm)
- 2017: Auguste Rodin
- 2018: Xun zhao Luo Mai
- 2018: Under the Eiffel Tower
- 2018: The Field (Kurzfilm)
- 2019: Mektoub, My Love: Intermezzo
- 2019: Persona Non Grata
- 2019: Color-Blind (Kurzfilm)
- 2021: Annette
- 2021: Promises
- 2021: Nona und ihre Töchter (Fernsehserie, 9 Folgen)
- 2022: Rose – Eine unvergessliche Reise nach Paris
- 2022: Die Purpursegel
- 2023: Le procés Goldman
- 2023: The Nun II
- 2024: Emilia Pérez
- 2024: Allégorie citadine (Kurzfilm)

## Auszeichnungen (Auswahl)
- 2013: César-Nominierung in der Kategorie Bester Ton für Holy Motors
- 2022: César in der Kategorie Bester Ton für Annette
- 2022: ICS-Award-Nominierung in der Kategorie Bestes Sounddesign für Annette
- 2024: César-Nominierung Bester Ton für Le procès Goldman
- 2024: Satellite-Award-Nominierung in der Kategorie Bester Ton für Emilia Pérez
- 2025: César-Nominierung in der Kategorie Bester Ton für Emilia Pérez
- 2025: Oscar-Nominierung in der Kategorie Bester Ton für Emilia Pérez